# Roline Repelaer van Driel
Roline Virginie Repelaer van Driel (Ámsterdam, 28 de julio de 1984) es una deportista neerlandesa que compitió en remo.
Participó en dos Juegos Olímpicos de Verano, obteniendo dos medallas, plata en Pekín 2008 y bronce en Londres 2012, en la prueba de ocho con timonel. Ganó una medalla de plata en el Campeonato Europeo de Remo de 2010.

## Palmarés internacional
| Juegos Olímpicos   | Juegos Olímpicos            | Juegos Olímpicos  | Juegos Olímpicos |
| Año                | Lugar                       | Medalla           | Prueba           |
| ------------------ | --------------------------- | ----------------- | ---------------- |
| 2008               | Pekín (China)               | Medalla de plata  | Ocho con timonel |
| 2012               | Londres (Reino Unido)       | Medalla de bronce | Ocho con timonel |
| Campeonato Europeo |                             |                   |                  |
| Año                | Lugar                       | Medalla           | Prueba           |
| 2010               | Montemor-o-Velho (Portugal) | Medalla de plata  | Ocho con timonel |